# Sather
Sather è un linguaggio di programmazione orientato agli oggetti. Nacque all'incirca nel 1990 all'International Computer Science Institute dell'Università della California, sviluppato da un gruppo internazionale guidato da Steve Omohundro.
Supporta la garbage collection e la programmazione generica dei sottotipi.
In origine si basava su Eiffel ma ora include anche caratteristiche di programmazione funzionale.

## Hello World
```
class HELLO_WORLD is
 main is 
  #OUT+"Hello World\n"; 
 end; 
end;
```

Alcuni commenti sul codice:
- I nomi delle classi usano solo caratteri maiuscoli. Non è soltanto una convenzione; l'uso di caratteri minuscoli nel nome di una classe è considerato un errore dal compilatore del linguaggio.
- Il metodo chiamato main è il punto principale di esecuzione per un programma. Può appartenere a qualunque classe, ma se questa non è MAIN, il nome della classe deve essere specificato con una opzione del compilatore.
- # è il simbolo del costruttore della classe. Chiama il metodo create  della classe il cui nome è indicato subito dopo l'operatore. In questo esempio, è usato per creare ed inizializzare un oggetto della classe OUT, la classe per scrivere sullo standard output.
- L'operatore + è ridefinito dalla classe per appendere la stringa passata come argomento allo stream.
- Operatori come + sono syntactic sugar per chiamate di metodi. a + b è l'equivalente di a.plus(b). Gli usuali ordini di precedenza degli operatori aritmetici sono usati per risolvere l'ordine di chiamata dei metodi in formule complesse.

## Esempio di iteratori
Questo programma stampa i numeri da 1 a 10.
```
 
class
 
MAIN
 
is

   
main
 
is

     
loop

      
i
 
:=
 
1.
upto
!
(
10
);

      
#
OUT
 
+
 
i
 
+
 
"\n"
;

     
end
;

   
end
;

 
end
;

```

loop ... end è il costrutto preferito per cicli, anche se while e repeat-until sono disponibili. Nel costrutto possono essere usati uno o più iteratori, i cui nomi finiscono sempre con un punto esclamativo. (Questa convenzione è controllata dal compilatore del linguaggio.) upto! è un metodo della classe INT che accetta un argomento once, un argomento il cui valore non cambierà all'interno dell'iteratore. upto! potrebbe essere implementato col seguente codice.
```
  
upto
!
(
once
 
m
:
INT
):
SAME
 
is

    
i
:
 
INT
 
:=
 
self
;
 
-- inizializza i al valore di self, 

                    
-- che è l'intero per il quale il metodo è invocato.

    
loop

      
if
 
i
>
m
 
then
 

        
quit
;
  
-- Esci dal ciclo quando i è maggiore di m.

      
end
;

      
yield
 
i
;
 
-- Altrimenti use i come valore di ritorno e continua il ciclo.

      
i
 
:=
 
i
 
+
 
1
;
 
-- Incrementa il suo valore di 1.

    
end
;

  
end
;

```

L'informazione sul tipo di una variabile è indicata usando la sintassi post-fissa variable:CLASS. Il tipo della variabile può essere spesso dedotto ed è quindi una informazione opzionale, come in anInteger::=1. SAME è una pseudo-classe che si riferisce alla classe attuale.